# Берёзки (район Чернигова)
Берёзки (укр. Берізки) — исторически сложившаяся местность (район) Чернигова, расположена на территории Деснянского административного района.

## История
Развитие участка между современными улицами Киевская, Гетмана Полуботка и Олега Михнюка приходится на начало-середину 19 века, между переулком Любомира Боднарука и улицей Николая Михновского — на 17-18 века. В начале 20 века Берёзки были предместьем Чернигова
Берёзки была изображены на «Плане Чернигова» (1908 год) на левом берегу реки Стрижень. Восточнее расположено Черниговское упразднённое кладбище с курганами, северо-западнее — предместье Ковалёвка.

## География
Берёзки расположены в центральной части Деснянского района Чернигова — между современными улицами Киевской и Олега Михнюка, Мыколы Михновского (на севере), рекой Стрижень. Застройка представлена многоэтажной жилой (по проспекту Победы), усадебной (между Любомира Боднарука и Мыколы Михновского), учреждения обслуживания (дворец детей школьного возраста, госпиталь, ДЮСШ).

### Памятники архитектуры и истории
По улице Любомира Боднарука расположены исторические здания. 

### Улицы
Киевская (частично), Любомира Боднарука, Олега Михнюка, проспект Победы (частично).

## Социальная сфера
Нет детсадов, школ.

## Транспорт
Маршруты общественного транспорта проходят по проспекту Победы, улице Киевская. 